# Benon Jelinowski
Benon Jelinowski (ur. 16 maja 1924 w Krotoszynie, zm. 2001 w Sierakowie) – dyrektor szkół rybactwa, działacz PZPR.

## Życiorys
Syn Ignacego i Pelagii. W 1945 roku wstąpił do Kompanii Rycerskiej AK należącej do Wielkopolskiej Samodzielnej Grupy Ochotniczej „Warta”, gdzie działał pod pseudonimem „Tur”. Został aresztowany w maju tego roku i zwolniony na podstawie amnestii. W okresie sierpień–listopad pełnił obowiązki komendanta hufca Związku Harcerstwa Polskiego im. Powstańców Wielkopolskich w Krotoszynie. W 1949 roku ukończył studia na Uniwersytecie Wrocławskim i Politechnice Wrocławskiej w zakresie rybactwa.
Początkowo pracował w Liceum Rybackim w Sierakowie. Od 1953 był dyrektorem Technikum Rybackiego – pierwszej w Polsce szkoły rybackiej, a od 1976 pełnił tę samą funkcję w utworzonym w jego miejsce Zespole Szkół Rolniczych. Był autorem nowych programów nauczania w dziedzinie rybactwa, a także inicjatorem współpracy szkół z zakładami produkcyjnymi. Na emeryturę przeszedł w 1990 roku.
Od 1954 członek Polskiej Zjednoczonej Partii Robotniczej, w latach 1981–1986 członek egzekutywy Komitetu Wojewódzkiego PZPR w Poznaniu.
Odznaczony Krzyżem Kawalerskim Orderu Odrodzenia Polski, Medalem Komisji Edukacji Narodowej i odznaką „Zasłużony Pracownik Rolnictwa”. Przyznano mu tytuł honorowego członka Polskiego Towarzystwa Rybackiego. Otrzymał także w 1999 Medal za Długoletnie Pożycie Małżeńskie wraz z żoną Lidią.
Zmarł w 2001 roku, pochowany na cmentarzu w Sierakowie.